# Элеунт
Элеунт или Элей (др.-греч. Ἐλαιοῦς, Elaious, позже др.-греч. Ἐλεοῦς, Elaeus), «Оливковый город», — древнегреческий город, располагавшийся во Фракии, на фракийском Херсонесе. Элеунт располагался в южной части Геллеспонта (ныне Дарданеллы) недалеко от самой южной точки фракийского Херсонеса (ныне полуострова Галлиполи) на территории современной Турции. Согласно географу Скимну, Элеунт был основан переселенцами из ионийского Теоса, в то время как Псевдо-Скимн пишет, что он был афинской колонией, основанной Форбом.

## История

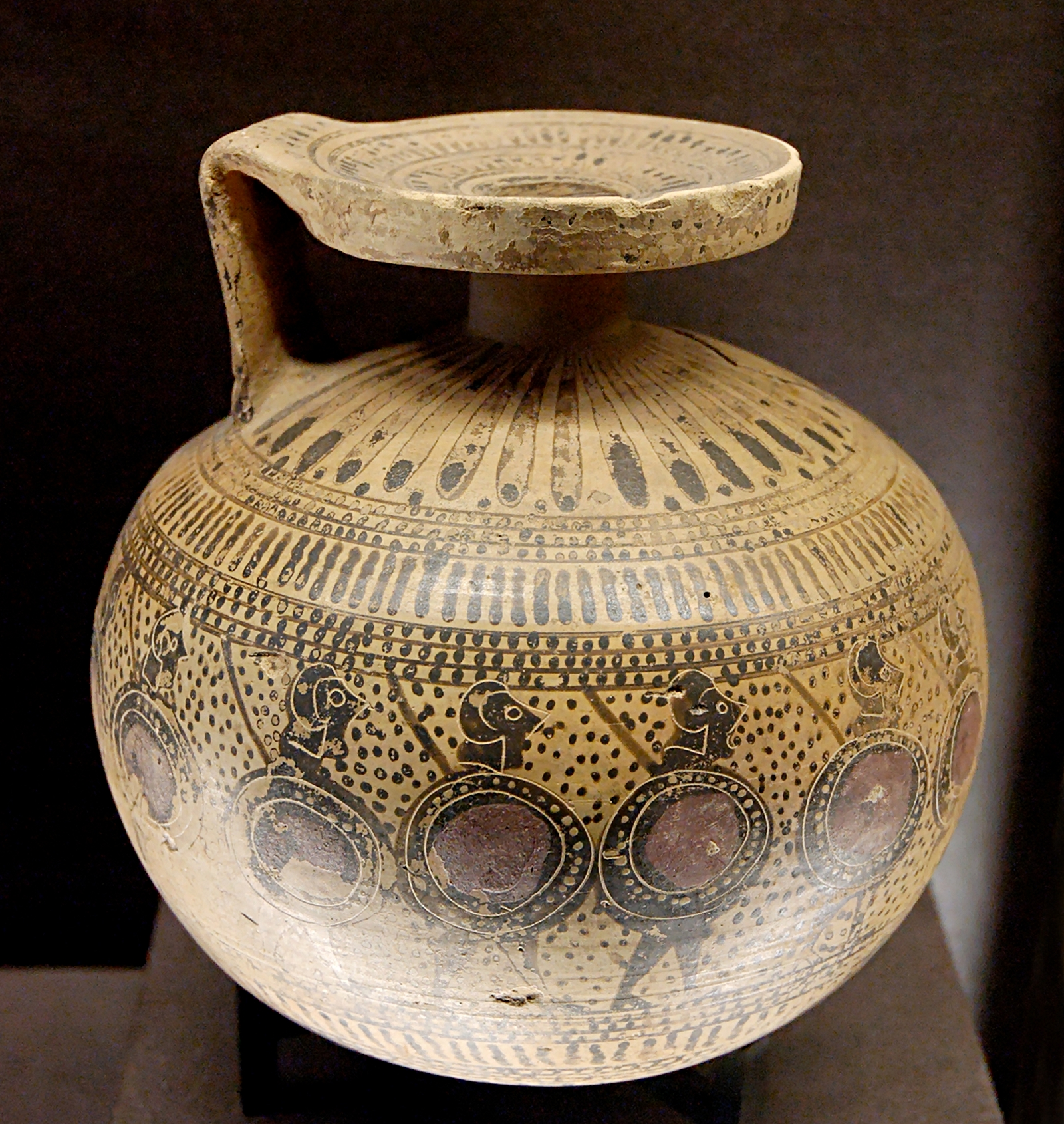
Гоплиты на шаровидном арибалле из Элея

Самыми важными городами Херсонеса были Лисимахия, Пактия, Галлиполи, Алокопеннос, Сест, Мадит и Элеунт. Полуостров славился своей пшеницей. Он также имел выгодное стратегическое расположение на главном торговом пути между Европой и Азией, а также возможность контролировать поставки в Крым. По этим причинам Элей позже принял колонистов из Афин, которые построили там укрепления.
Говорят, что последнее пристанище мифологического героя Протесилая находилось в Элеунте, возле крутого прибрежного утеса. Согласно «Илиаде» Гомера, Протесилай был первым греком, ступившим на землю во время Троянской войны, и который — по воле богов — был также первым погибшим. Его могила в Элее лежала на европейском побережье напротив Трои и стала местом паломничества членов культа Протесилая. Позже в храме размещались жертвоприношения, и он был окружен поселением. В древности это поселение находилось в разные периоды под афинским, персидским, спартанским и позднее, под македонским контролем.
Во время второго персидского вторжения в Грецию (480—479 до н. э.), персидский штаб временно находился в Элее. Во время персидской оккупации наместник Артаикт осквернил священную рощу Протесилая. За это он был схвачен и распят в 479 году до н. э. афинским военачальником Ксантиппом, отцом Перикла.
В 411 году до н. э. афинская эскадра под командованием Фрасилла с трудом бежала из Сестуса в Элеунт; и именно сюда, прямо перед роковой битвой при Эгоспотамах (405 год до н. э.), 180 афинских триер прибыли вовремя, чтобы получить известие о том, что Лисандр занял Лампсак. Стела, датируемая 340 годом до н. э., когда Элеем правили Афины, имеет текст на ионическом диалекте. Стела провозгласила, что афиняне дали определенные привилегии, такие как политические права и права собственности, народу Элеунта, и что афинский генерал Харес был обвинен в том, что он следил за ними. Элей входил в Делосский союз, а с 375 года до н. э. в второй Афинский союз.
Говорят, что Александр Великий был в Элеунте в начале своей персидской кампании весной 334 г. до н. э., чтобы посетить храм Протесилая. Здесь он сделал приношение, прежде чем пересечь Дарданеллы, и сам стал первым из своей армии, ступившим в Азию. В 200 до н. э. Элей добровольно сдался Филиппу V Македонскому, но в 190 до н. э. его граждане примкнули к римлянам.
Императорские монеты были выпущены в Элее во времена римского императора Коммода, из которых осталось несколько. На них изображен Протесилай как воин, стоящий на носу корабля и готовый первым прыгнуть на вражеский берег. Флот Константина в Гражданских войнах Тетрархии, 323 н. э. занял гавань Элея, в то время как Лициния был бросил якорь у могилы Аякса в Троаде. Юстиниан укрепил эту важную позицию.
Во время Первой мировой войны французские и британские войска временно оккупировали мыс Хеллес и залив Морто . Французские солдаты грабили район древнего Элея. Французская армия привезла в Париж пять саркофагов, ювелирных изделий, древней керамики и других предметов, которые сейчас выставлены в Лувре. Область вокруг Элеунта была впоследствии разрушена интенсивными боями и артиллерийскими обстрелами.